# Dunderlandsbanen
| Streckenlänge: | 23.7 km              |                                                             |                                                      |
| Spurweite: | 1435 mm (Normalspur) |                                                             |                                                      |
| |                      |                                                             |                                                      |
| \| \| \| Nordlandsbanen von Dunderland (ab 1945) \| \| \| \| \| Grube Rana Tunnelverladeanlage \| \| \| \| \| 66,41° N, 14,71° O \| \| \| \| \| Ranelva (Brücke seit 1983, 260 m) 66,41° N, 14,71° O \| \| \| \| \| Brannflata malmstasjon 66,4° N, 14,71° O \| 122 moh. \| \| \| 535,49 \| Ørtfjell (1945–1959) \| Ørtfjell (1945–1959) \| \| \| 534,63 \| Abzw. Ørtfjell (1983) 66,4° N, 14,7° O \| Abzw. Ørtfjell (1983) 66,4° N, 14,7° O \| \| \| \| Stupforsen (400 m) 66,39° N, 14,65° O \| \| \| \| 527,35 \| Grønfjelldal (1942–29. Sept. 1974, 2020) 66,38° N, 14,63° O \| 69 moh. \| \| \| \| Grønfjellåga 66,37° N, 14,59° O \| \| \| \| \| Storforsen (350 m) 66,4° N, 14,51° O \| \| \| \| \| (Beginn Dunderlandsbanen) \| \| \| \| \| Grube Storforshei Tunnelverladeanlage \| \| \| \| \| 66,4° N, 14,51° O \| \| \| \| \| Ranelva 66,4° N, 14,51° O \| \| \| \| \| Abzw. Storforshei \| \| \| \| 522,88 \| Storforshei (1942) 66,4° N, 14,51° O \| 64 moh. \| \| \| \| Småneslitunnel (198 m) 66,4° N, 14,45° O \| \| \| \| \| Gomeatunnel (156 m) 66,4° N, 14,44° O \| \| \| \| \| Illhulliatunnel (1700 m) 66,39° N, 14,4° O \| \| \| \| 512,65 \| Skonseng (1942) 66,36° N, 14,35° O \| 48 moh. \| \| \| \| \| \| \| \| \| Kalvhaugentunnel (125 m) 66,35° N, 14,35° O \| \| \| \| \| Reinfossentunnel (616 m) 66,34° N, 14,34° O \| \| \| \| \| Trolldalentunnel (174 m) 66,34° N, 14,33° O \| \| \| \| \| \| \| \| \| 506,51 \| Mjølalia (1942) 66,34° N, 14,31° O \| 23 moh. \| \| \| \| Tverråga (ca. 60 m) 66,32° N, 14,18° O \| \| \| \| \| Tverrånes (Ende Dunderlandsbanen) \| \| \| \| \| Nordlandsbanen nach Mo i Rana (ab 1942) \| \| \| \| 500,85 \| Gullsmedvik (1942) 66,33° N, 14,14° O \| Gullsmedvik (1942) 66,33° N, 14,14° O \| |                      |                                                             |                                                      |
| Strecke |                      | Nordlandsbanen von Dunderland (ab 1945)                     | Nordlandsbanen von Dunderland (ab 1945)              |
| Betriebs-/Güterbahnhof Streckenanfang (im Tunnel) · Strecke |                      | Grube Rana Tunnelverladeanlage                              | Grube Rana Tunnelverladeanlage                       |
| Tunnelende · Strecke |                      | 66,41° N, 14,71° O                                          | 66,41° N, 14,71° O                                   |
| Brücke über Wasserlauf · Strecke |                      | Ranelva (Brücke seit 1983, 260 m) 66,41° N, 14,71° O        | Ranelva (Brücke seit 1983, 260 m) 66,41° N, 14,71° O |
| Dienststation / Betriebs- oder Güterbahnhof · Strecke |                      | Brannflata malmstasjon 66,4° N, 14,71° O                    | 122 moh.                                             |
| Strecke · ehemaliger Bahnhof | 535,49               | Ørtfjell (1945–1959)                                        | Ørtfjell (1945–1959)                                 |
| Strecke nach links · Abzweig geradeaus und von rechts | 534,63               | Abzw. Ørtfjell (1983) 66,4° N, 14,7° O                      | Abzw. Ørtfjell (1983) 66,4° N, 14,7° O               |
| Tunnel |                      | Stupforsen (400 m) 66,39° N, 14,65° O                       | Stupforsen (400 m) 66,39° N, 14,65° O                |
| ehemaliger Haltepunkt / Haltestelle | 527,35               | Grønfjelldal (1942–29. Sept. 1974, 2020) 66,38° N, 14,63° O | 69 moh.                                              |
| Brücke über Wasserlauf |                      | Grønfjellåga 66,37° N, 14,59° O                             | Grønfjellåga 66,37° N, 14,59° O                      |
| Tunnel |                      | Storforsen (350 m) 66,4° N, 14,51° O                        | Storforsen (350 m) 66,4° N, 14,51° O                 |
| Grenze |                      | (Beginn Dunderlandsbanen)                                   | (Beginn Dunderlandsbanen)                            |
| Betriebs-/Güterbahnhof Streckenanfang (Strecke außer Betrieb) (im Tunnel) · Strecke |                      | Grube Storforshei Tunnelverladeanlage                       | Grube Storforshei Tunnelverladeanlage                |
| Tunnelende (Strecke außer Betrieb) · Strecke |                      | 66,4° N, 14,51° O                                           | 66,4° N, 14,51° O                                    |
| Brücke über Wasserlauf (Strecke außer Betrieb) · Strecke |                      | Ranelva 66,4° N, 14,51° O                                   | Ranelva 66,4° N, 14,51° O                            |
| Strecke nach links (außer Betrieb) · Abzweig geradeaus und ehemals von rechts |                      | Abzw. Storforshei                                           | Abzw. Storforshei                                    |
| ehemaliger Dienststation / Betriebs- oder Güterbahnhof | 522,88               | Storforshei (1942) 66,4° N, 14,51° O                        | 64 moh.                                              |
| Tunnel |                      | Småneslitunnel (198 m) 66,4° N, 14,45° O                    | Småneslitunnel (198 m) 66,4° N, 14,45° O             |
| Tunnel |                      | Gomeatunnel (156 m) 66,4° N, 14,44° O                       | Gomeatunnel (156 m) 66,4° N, 14,44° O                |
| Tunnel |                      | Illhulliatunnel (1700 m) 66,39° N, 14,4° O                  | Illhulliatunnel (1700 m) 66,39° N, 14,4° O           |
| Bahnhof | 512,65               | Skonseng (1942) 66,36° N, 14,35° O                          | 48 moh.                                              |
| Strecke von links (außer Betrieb) · Abzweig geradeaus und ehemals nach rechts |                      |                                                             |                                                      |
| Strecke (außer Betrieb) · Tunnel |                      | Kalvhaugentunnel (125 m) 66,35° N, 14,35° O                 | Kalvhaugentunnel (125 m) 66,35° N, 14,35° O          |
| Strecke (außer Betrieb) · Tunnel |                      | Reinfossentunnel (616 m) 66,34° N, 14,34° O                 | Reinfossentunnel (616 m) 66,34° N, 14,34° O          |
| Strecke (außer Betrieb) · Tunnel |                      | Trolldalentunnel (174 m) 66,34° N, 14,33° O                 | Trolldalentunnel (174 m) 66,34° N, 14,33° O          |
| Strecke nach links (außer Betrieb) · Abzweig geradeaus und ehemals von rechts |                      |                                                             |                                                      |
| ehemaliger Haltepunkt / Haltestelle | 506,51               | Mjølalia (1942) 66,34° N, 14,31° O                          | 23 moh.                                              |
| Brücke über Wasserlauf |                      | Tverråga (ca. 60 m) 66,32° N, 14,18° O                      | Tverråga (ca. 60 m) 66,32° N, 14,18° O               |
| Grenze |                      | Tverrånes (Ende Dunderlandsbanen)                           | Tverrånes (Ende Dunderlandsbanen)                    |
| Abzweig geradeaus und nach links |                      | Nordlandsbanen nach Mo i Rana (ab 1942)                     | Nordlandsbanen nach Mo i Rana (ab 1942)              |
| Betriebs-/Güterbahnhof Streckenende | 500,85               | Gullsmedvik (1942) 66,33° N, 14,14° O                       | Gullsmedvik (1942) 66,33° N, 14,14° O                |

Dunderlandsbanen ist aus historischer Sicht die 22 Kilometer lange Bahnstrecke zwischen Gullsmedvik in Mo i Rana und Storforshei in Rana, Norwegen. Seit 1942 ist die Strecke Teil der Nordlandsbane.

## Hintergrund
Die Strecke wurde von der Dunderland Iron Ore Company gebaut, um das von Nils Persson entdeckte Eisenerz aus ihrer Mine am Storforshei zum Hafen Gullsmedvik zu bringen und an die Edison Ore–Milling Company zu verkaufen. Baubeginn der Strecke war 1902, zwei Jahre später war der Bau abgeschlossen. Die Betriebsaufnahme erfolgte jedoch erst 1906. In der Mine gab es viele betriebliche Schwierigkeiten und mehrfach wurde die Produktion jahrelang eingestellt.
Mit der deutschen Besetzung Norwegens 1940 begannen Wehrmacht und Organisation Todt mit dem Bau der Nordlandbahn. Dazu wurde Dunderlandsbanen aufgerüstet und am 15. Mai 1942 an die Hauptstrecke angeschlossen. Nach dem Krieg führten die Norges Statsbaner umfangreiche Linienverbesserungen an der Strecke durch, um modernen Standards gerecht zu werden.

## Streckenführung
Dunderlandsbanen war eine eingleisige, normalspurige Strecke zwischen Gullsmedvik und Storforshei. Sie begann am Hafen bei Gullsmedvik in Mo i Rana und führte durch das Dunderlandsdal, bis sie das Bergwerk Rana bei Storforshei erreichte. Dabei folgte sie dem Südufer des Ranelva. Nach ihrer Integration in die Nordlandbahn wurden die Abschnitte nach Gullsmedvik und Storfoshei Nebenbahnen.
Die Strecke begann bei Gullsmedvik, 500,85 Kilometer vom Hauptbahnhof in Oslo entfernt. Sie überquerte den Fluss Tverråga nach 740 Metern sowie den Bach Plura. Nach dem Umbau der Strecke durch die NSB führt der Streckenverlauf durch mehrere Tunnel. Dem 174 Meter langen Trolldalentunnel folgen der 616 Meter lange Reinfossentunnel sowie der 125 Meter lange Kalvhaugentunnel. Bei Kilometer 515,65 erreicht die Strecke den 1.760 Meter langen Illhulliatunnel, dem der 156 Meter lange Gomeatunnel und der 198 Meter lange Småneslitunnel vor dem Erreichen der Erzgrube bei Storforshei folgen.

## Geschichte
Der Erzabbau in Rana begann 1799 bei Ormlia. Ole Tobias Olsen entdeckte 1879 Eisenerz auf seinem Bauernhof in Nord-Dunderland, für das er einen Bergbau-Anspruch registrieren ließ. Seit 1872 arbeitete Olsen bereits an den Plänen für Nordlandsbanen nördlich von Trondheim. 1891 beantragte er bei der Regierung, seine Mine als eine „Quelle des nationalen Reichtums“ einzustufen und ferner, dass die Bahnstrecke über Dunderlandsdalen gebaut werden solle, um das Erz in den Hafen von Mo zu bringen. Er erhielt einen Zuschuss zur Durchführung von technischen Untersuchungen für diese Eisenbahnstrecke.
Ein schwedischer Investor übernahm die Initiative, um die Strecke bis Dunderlandsdalen als private Eisenbahn zu bauen. Olsen war dagegen und wollte stattdessen eine Staatsbahn. Als Mitglied der Regionalregierung von Nordland sammelte er Stimmen für die Aufforderung an das Parlament, eine staatliche, 47 Kilometer lange Bahnstrecke von Mo durch Dunderlandsdalen zu errichten. Die Regionalregierung fragte alternativ eine Privatbahn an, bei der der Staat uneingeschränkte Rechte hätte. Diese Strecke sollte in der Weise gebaut werden, dass sie ein Teil der Nordlandsbane werden sollte, wenn diese Rana erreichen würde.
Im Hinblick auf die geplanten Rechte bei der privaten Alternative befürwortete Olsen 1896, die Bahn zu bauen. Der Antrag wurde vom Gemeinderat unterstützt, unter der Bedingung, dass die Strecke mit norwegischem Kapital, unter norwegischer Bauleitung und von norwegischen Arbeiter gebaut werden würde. Die Regionalregierung empfahl diese Variante, obwohl sie gefordert hatte, dass die Strecke als Staatsbahn betrieben werden sollte. Allerdings wurde eine Konzession durch den Staat abgelehnt.
Während der 1880er Jahre fanden der schwedische Industrielle Nils Persson und sein Ingenieur Alfred Hasselbom große Erzvorkommen in Dunderlandsdal. Persson sicherte sich die Bergbaurechte und kaufte Land, um eine Eisenbahn und eine Verladeanlage am Hafen bei Gullsmedvik zu bauen. Er verkaufte Land und Rechte für 199.000 £ an die Edison Ore–Milling Company, die 1902 die Tochtergesellschaft Dunderland Iron Ore Company (DIOC) gründete, um Minen und Anlagen zu bauen und zu betreiben.
Basierend auf Bergbaurecht errichtete DIOC eine Bahnstrecke, um die Mine mit den Hafenanlagen verbinden. Baubeginn war 1902. Die größte Herausforderung bestand darin, ein Schneidwerkzeug herzustellen, mit dem ein 40 Meter langer Tunnel gebaut werden konnte. Zweitausend Menschen waren am Bau beteiligt. Der Streckenbau wurde 1904 abgeschlossen. Dadurch konnten bereits Lieferungen aus der Mine beginnen. Die offizielle Übergabe durch die Baufirma erfolgte am 1. November 1904. Der planmäßige Betrieb begann erst 1906.
Allerdings war das verwendete Trennverfahren nicht effizient. Bis 1908 konnten nur 87.500 Tonnen exportiert werden, im Vergleich zu den Planungen von 750.000 Tonnen. DIOC schloss daher den Betrieb einschließlich der Eisenbahn. Das Unternehmen wurde im Jahr 1913 refinanziert, um mit der Produktion fortzufahren. Aber die Inbetriebnahme der neuen Trenntechnik wurde durch den Ersten Weltkrieg verzögert. 1919 herrschte Mangel an Kohle und die Rezession von 1920 bis 1922 führte erneut zu einer Verzögerung, so dass die Produktion erst danach wieder aufgenommen wurde. Ein erneuter Stopp erfolgte 1931 bis zur Wiederaufnahme 1937. Britische Investoren kauften DIOC 1938, aber wegen des hohen Anteils von Phosphor im Erz hatten nur deutsche Gießereien Interesse am Kauf des Erzes. Nach der Kriegserklärung Großbritanniens an Deutschland am 3. September 1939 wurde die Produktion erneut eingestellt.

## Integration in das NSB-Streckennetz
Mit der Besetzung Norwegens im Zweiten Weltkrieg wurde der Bau der Nordlandsbane, die bis dahin Mosjøen erreicht hatte, der Wehrmacht zugeordnet. Diese beauftragte die Organisation Todt mit der weiteren Ausführung, die an deutsche und österreichische Baufirmen vergeben wurde. Diese setzten weitgehend Kriegsgefangene als Arbeitskräfte ein. Nordlandsbanen wurde zwischen Mosjøen und Mo i Rana am 28. Februar 1942 eröffnet. Ursprünglich war geplant, dass die Strecke in Storforshei enden solle. Im Januar 1942 wurde entschieden, dass die Strecke mit der Polarbahn weiter nach Norden fortgesetzt werden solle.
Dunderlandsbanen war für den NSB-Standard unterdimensioniert, so dass die gesamte Strecke überarbeitet werden musste. Vordringlichstes Projekt war der Ersatz der Holzbrücken entweder durch Stahlbrücken oder Dämme. Diese Abschnitte lagen bei Tverrånes, Avakåsa, Plura, Illhullia und Gomea. Da die Strecke sehr anfällig für Erdrutsche war, waren die NSB gezwungen, Teile der Strecke in Tunnel zu verlegen. Ursprünglich gab es 45 Kurven mit einem Radius von unter 300 Metern, die ausgebaut wurden.
NSB begann die Sanierung der Dunderlandsbane am 15. Mai 1942. Die Abschnitte von Guldsmedvik nach Tverånes und von Bjørnhei nach Storforshei wurden nicht in die Nordlandsbane integriert. Am 12. April 1943 wurde der Verkehr zwischen Mo i Rana und Nevernes, bestehend aus dem drei Kilometer langen Abschnitt von Mo bis Tverånes, der Dunderlandsbane von Tverånes nach Bjørnhei und dem 4,4 Kilometer langen Abschnitt von Bjørnhei nach Nevernes eröffnet. Zu der Zeit hatte die Strecke eine zulässige Achslast von zwölf Tonnen und eine zulässige Höchstgeschwindigkeit von 40 km/h zwischen Mo und Bjørnhei und 20 km/h nach Nevernes.
Dunderlandsbanen wurde vom Staat für 2,5 Millionen Norwegische Kronen im Jahr 1947 gekauft. Die Ausführung der Bauarbeiten auf der Strecke war von schlechter Qualität, was zu niedrigen Zuggeschwindigkeiten führte. NSB war daher gezwungen, große Teile der von den Deutschen durchgeführten Arbeiten nach dem Krieg zu wiederholen. Bis 1959 hatte NSB dafür 45,7 Millionen Kronen verwendet, um den Abschnitt von Mo bis Storforshei zu modernisieren.

## Aktueller Erzverkehr
1983 wurde die unterirdische Rana-Grube erschlossen. Seither verkehren von dort Erzzüge zum Hafen nach Gullsmedvik.